# Stephanomeria
 Stephanomeria  XXX  è un genere di piante angiosperme dicotiledoni della famiglia delle Asteraceae.

## Etimologia
Il nome del genere deriva da due parole greche: "stephanos" (= corona) e "meris" (= parte) con probabile allusione all'aspetto delle setole piumate del pappo.
Il nome scientifico del genere è stato definito dal botanico Thomas Nuttall (1786-1859) nella pubblicazione " Transactions of the American Philosophical Society Held at Philadelphia for Promoting useful Knowledge. Philadelphia" ( Trans. Amer. Philos. Soc. ser. 2, 7: 427) del 1841.

## Descrizione

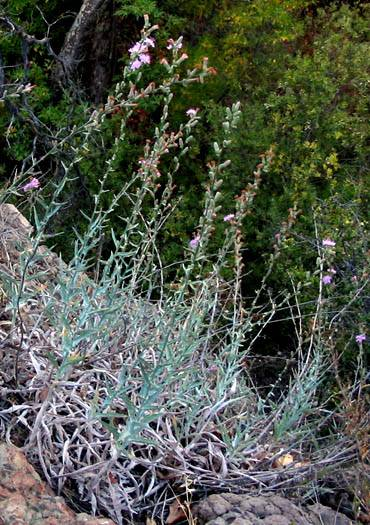
Il portamento
Stephanomeria cichoriacea

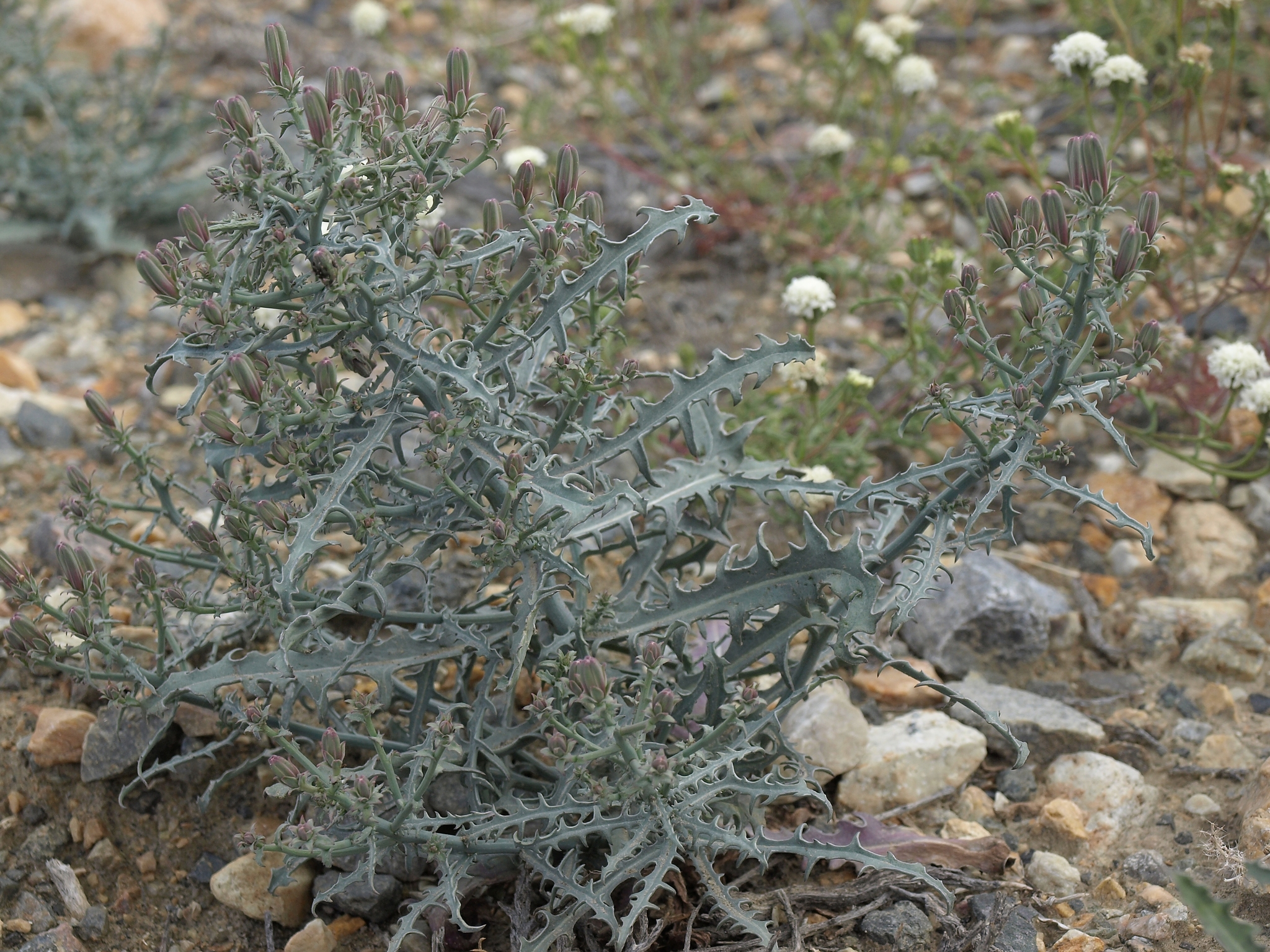
Le foglie
Stephanomeria parryi

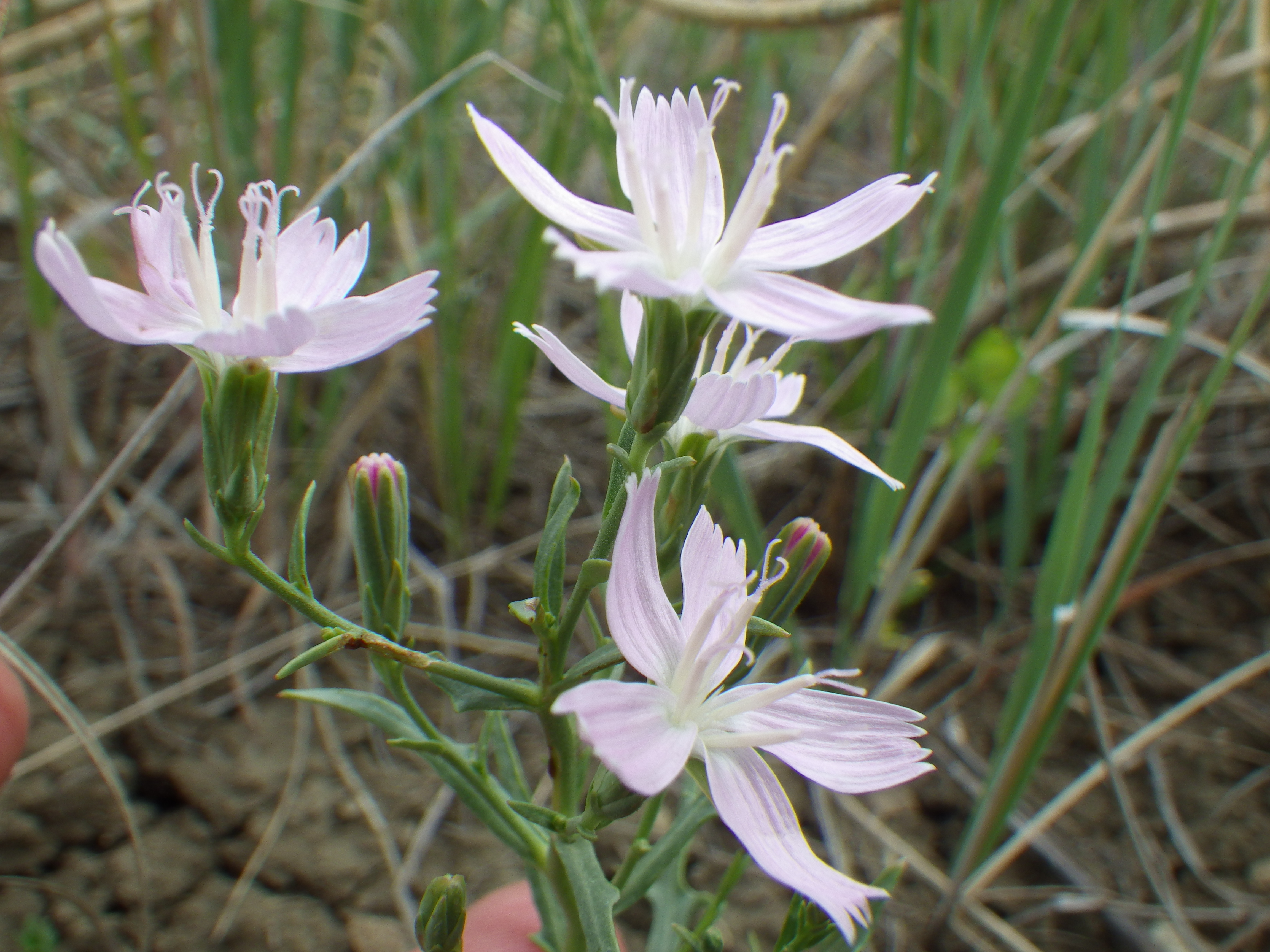
Infiorescenza
Stephanomeria runcinata

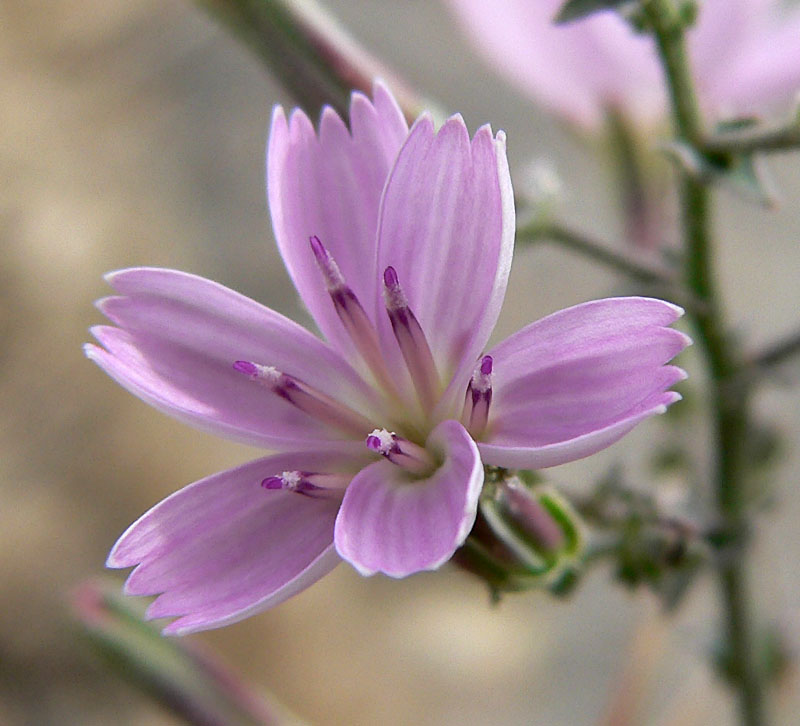
I fiori
Stephanomeria exigua

Habitus. Le specie di questo genere, con cicli biologici perenni (o annuali) e con portamenti arbustivi, sono piante erbacee non molto alte. Tutte le specie del gruppo sono provviste di latice.
Fusto. I fusti (da 1 a 8 per pianta), in genere eretti e ascendenti, sono di solito solitari e mediamente ramificati; sono glabri o pelosi. Le radici in genere sono di tipo fittonante (fittoni robusti, striscianti o snelli). Altezza media delle piante: 10 – 200 cm.
Foglie. Sono presenti sia foglie formanti delle rosette basali che cauline con disposizione alterna. Le lamine in genere sono carnose e sessili. La forma varia da lineare a oblunga, oblanceolata o spatolata; le foglie sono runcinate con margini generalmente pennato-lobati (con punte spinulose in S. parryi), a volte i margini sono interi o semplicemente dentati.
Infiorescenza. Le sinflorescenze (formate da capolini) sono singole o di tipo panicoliforme. L'infiorescenza vera e propria è composta da un capolini terminali e peduncolato. I peduncoli a volte sono sottesi da un calice con 3 - 5 brattee disuguali e a volte riflesse. I capolini, solamente di tipo ligulifloro, sono formati da un involucro composto da brattee (o squame) all'interno delle quali un ricettacolo fa da base ai fiori ligulati. L'involucro ha una forma da cilindrica a turbinata ed è formato da 1 - 3 serie di brattee. le brattee da 5 a 25 sono disuguali, glabre, a volte ghiandolose. Il ricettacolo, alla base dei fiori, è nudo (senza pagliette) e piatto.
Fiori. I fiori (da 5 a 16 per capolino), tutti ligulati, sono tetra-ciclici (ossia sono presenti 4 verticilli: calice – corolla – androceo – gineceo) e pentameri (ogni verticillo ha in genere 5 elementi). I fiori sono ermafroditi, fertili e zigomorfi.
- Formula fiorale:

*/x K {\displaystyle \infty }, [C (5), A (5)], G 2 (infero), achenio
- Calice: i sepali del calice sono ridotti ad una coroncina di squame.
- Corolla: le corolle sono formate da un tubo e da una ligula terminante con 5 denti; il colore è lavanda, rosa o bianco.
- Androceo: gli stami sono 5 con filamenti liberi e distinti, mentre le antere sono saldate in un manicotto (o tubo) circondante lo stilo.[12] Le antere sono codate e allungate con una appendice apicale; i filamenti sono lisci. Il polline è tricolporato e di colore arancio.[13]
- Gineceo: lo stilo è filiforme. Gli stigmi dello stilo sono due divergenti, corti, smussati e ricurvi con la superficie stigmatica posizionata internamente (vicino alla base).[14] L'ovario è infero uniloculare formato da 2 carpelli.

Frutti. I frutti sono degli acheni con pappo. Gli acheni, colorati di marrone chiaro o scuro, hanno una forma colonnare (a volte ricurva) con apice troncato e privi di becco (non sono compressi); in alcuni casi gli acheni sono provvisti di 5 coste longitudinali. Il pappo, persistente o caduco, si compone 5 - 40 peli o setole piumose connate alla base e su un sola serie.

## Biologia
- Impollinazione: l'impollinazione avviene tramite insetti (impollinazione entomogama tramite farfalle diurne e notturne).
- Riproduzione: la fecondazione avviene fondamentalmente tramite l'impollinazione dei fiori (vedi sopra).
- Dispersione: i semi (gli acheni) cadendo a terra sono successivamente dispersi soprattutto da insetti tipo formiche (disseminazione mirmecoria). In questo tipo di piante avviene anche un altro tipo di dispersione: zoocoria. Infatti gli uncini delle brattee dell'involucro (se presenti) si agganciano ai peli degli animali di passaggio disperdendo così anche su lunghe distanze i semi della pianta.

## Distribuzione e habitat
La distribuzione è unicamente Americana (dalla Columbia Britannica alla baia della California).

## Tassonomia
La famiglia di appartenenza di questa voce (Asteraceae o Compositae, nomen conservandum) probabilmente originaria del Sud America, è la più numerosa del mondo vegetale, comprende oltre 23.000 specie distribuite su 1.535 generi, oppure 22.750 specie e 1.530 generi secondo altre fonti (una delle checklist più aggiornata elenca fino a 1.679 generi). La famiglia attualmente (2021) è divisa in 16 sottofamiglie.

### Filogenesi
Il genere di questa voce appartiene alla sottotribù Microseridinae della tribù Cichorieae (unica tribù della sottofamiglia Cichorioideae). In base ai dati filogenetici la sottofamiglia Cichorioideae è il terz'ultimo gruppo che si è separato dal nucleo delle Asteraceae (gli ultimi due sono Corymbioideae e Asteroideae). La sottotribù Microseridinae fa parte del "quinto" clade della tribù; in questo clade insieme alla sottotribù Cichoriinae forma un "gruppo fratello".
I seguenti caratteri sono distintivi per la sottotribù:
- il polline è colorato di arancio;
- la distribuzione è relativa al Nuovo Mondo.

Il genere di questa voce, nell'ambito filogenetico della sottotribù, occupa una posizione vicina ai generi Munzothamnus, Rafinesquia  e Pleiacanthus. Alcuni Autori, considerando l'estensione della sottotribù, l'hanno suddivisa in 8 entità (o alleanze) informali. Il genere di questa voce è stato associato al gruppo 'Alleanza Stephanomeria formato dai generi  Munzothamnus, Pleiacanthus, Prenanthella, Rafinesquia e Stephanomeria. Il genere di questa voce in precedenti classificazioni era descritto all'interno della sottotribù (non più valida) Stephanomeriinae. Alcune checklist considerano il genere Prenanthella sinonimo di Lygodesmia.
Dalle analisi filogenetiche, utilizzando un particolare gene nucleare a copia singola, il genere Stephanomeria si rivela diviso in due clade principali: un clade contenente le specie annuali e l'endemico insulare S. guadalupensis, che sembra essersi evoluto da antenati annuali; e l'altro clade formato da tutte le piante perenni rimanenti.
I caratteri distintivi per le specie di questo genere sono:
- il ciclo biologico è perenne con portamento arbustivo;
- il ricettacolo è nudo;
- i capolini hanno pochissimi fiori;
- gli acheni sono colonnari lunghi da 3 a 6 mm;
- il pappo è piumoso.

Il numero cromosomico della specie è: 2n = 16 (specie diploidi e tetraploidi).

### Elenco delle specie
Questo genere ha 18 specie:
- Stephanomeria cichoriacea A.Gray
- Stephanomeria diegensis  Gottlieb
- Stephanomeria elata  Nutt.
- Stephanomeria exigua  Nutt.
- Stephanomeria fluminea  Gottlieb
- Stephanomeria guadalupensis  Brandegee
- Stephanomeria lactucina  A.Gray
- Stephanomeria malheurensis  Gottlieb
- Stephanomeria mexiae  M.E.Jones
- Stephanomeria monocephala  Moran
- Stephanomeria occultata  Wellard & J.W.Baker
- Stephanomeria paniculata  Nutt.
- Stephanomeria parryi  A.Gray
- Stephanomeria pauciflora  (Torr.) A.Nelson
- Stephanomeria runcinata  Nutt.
- Stephanomeria tenuifolia  (Torr.) H.M.Hall
- Stephanomeria thurberi  A.Gray
- Stephanomeria virgata  Benth.

### Sinonimi
Sono elencati alcuni sinonimi per questa entità:
- Hemiptilium A.Gray, 1859
- Jamesia Nees, 1840
- Ptiloria Raf., 1832